# Saint-André-de-Roquepertuis
Saint-André-de-Roquepertuis è un comune francese di 548 abitanti situato nel dipartimento del Gard, nella regione dell'Occitania.

## Società

### Evoluzione demografica
Abitanti censiti